# Hatching Chickens
Hatching Chickens è un cortometraggio muto del 1913. Il nome del regista non viene riportato nei credit del film, un breve documentario sull'allevamento di pollame.

## Trama
I metodi moderni dell'allevamento dei polli.

## Produzione
Il film fu prodotto dalla Selig Polyscope Company.

## Distribuzione
Distribuito dalla General Film Company, il film - un documentario di 50 metri - uscì nelle sale cinematografiche statunitensi il 6 maggio 1913. Nelle proiezioni, veniva programmato con il sistema dello split reel, accorpato in un'unica bobina con un altro cortometraggio prodotto dalla Selig, A Welded Friendship.